# Velika nagrada Portugalske
Velika nagrada Portugalske (portugalsko Grande Prémio de Portugal) je nekdanja dirka svetovnega prvenstva Formule 1, ki je potekala v treh obdobjih, prvič med sezonama 1958 in 1960, drugič med sezonama 1984 in 1996 ter tretjič v letih 2020 in 2021.
Ko so bile številne načrtovane dirke med sezono 2020 odpovedane zaradi pandemije koronavirusa, je bila Velika nagrada Portugalske uvrščena na koledar dirk kot ena izmed nadomestnih dirk, ki so imele potekati le v tem letu, a se je nato odvijala tudi v sezoni 2021.

## Zmagovalci Velike nagrade Portugalske
Roza ozadje označuje dirke, ki niso štele za prvenstvo Formule 1.
| Leto | Dirkač                | Konstruktor               | Dirkališče | Poročilo |
| ---- | --------------------- | ------------------------- | ---------- | -------- |
| 2021 | Lewis Hamilton        | Mercedes                  | Portimão   | Poročilo |
| 2020 | Lewis Hamilton        | Mercedes                  | Portimão   | Poročilo |
| 1996 | Jacques Villeneuve    | Williams-Renault          | Estoril    | Poročilo |
| 1995 | David Coulthard       | Williams-Renault          | Estoril    | Poročilo |
| 1994 | Damon Hill            | Williams-Renault          | Estoril    | Poročilo |
| 1993 | Michael Schumacher    | Benetton-Ford             | Estoril    | Poročilo |
| 1992 | Nigel Mansell         | Williams-Renault          | Estoril    | Poročilo |
| 1991 | Riccardo Patrese      | Williams-Renault          | Estoril    | Poročilo |
| 1990 | Nigel Mansell         | Ferrari                   | Estoril    | Poročilo |
| 1989 | Gerhard Berger        | Ferrari                   | Estoril    | Poročilo |
| 1988 | Alain Prost           | McLaren-Honda             | Estoril    | Poročilo |
| 1987 | Alain Prost           | McLaren-TAG               | Estoril    | Poročilo |
| 1986 | Nigel Mansell         | Williams-Honda            | Estoril    | Poročilo |
| 1985 | Ayrton Senna          | Lotus-Renault             | Estoril    | Poročilo |
| 1984 | Alain Prost           | McLaren-TAG               | Estoril    | Poročilo |
| 1966 | Jürg Dubler           | Brabham-Ford              | Cascais    | Poročilo |
| 1965 | Rodney Banting        | Cooper-Ford               | Cascais    | Poročilo |
| 1964 | Chris Kerrison        | Ferrari 250 GTO           | Cascais    | Poročilo |
| 1960 | Jack Brabham          | Cooper-Climax             | Boavista   | Poročilo |
| 1959 | Stirling Moss         | Cooper-Climax             | Monsanto   | Poročilo |
| 1958 | Stirling Moss         | Vanwall                   | Boavista   | Poročilo |
| 1957 | Juan Manuel Fangio    | Maserati 300S             | Monsanto   | Poročilo |
| 1955 | Jean Behra            | Maserati 300S             | Boavista   | Poročilo |
| 1954 | José Froilán González | Ferrari 250 MM Berlinetta | Monsanto   | Poročilo |
| 1953 | Mané Nogueira Pinto   | Ferrari 250 MM Spyder     | Boavista   | Poročilo |
| 1952 | Eugenio Castellotti   | Ferrari 225S              | Boavista   | Poročilo |
| 1951 | Casimiro de Oliveira  | Ferrari 340               | Boavista   | Poročilo |